# Harold Macmillan
Maurice Harold Macmillan, 1r comte de Stockton, 1r vescomte Macmillan of Ovenden, OM, PC, polític anglès, va néixer al barri londinenc de Chelsea el 10 de febrer de 1894 i va morir a Chelwood Gate, a Sussex, el 29 de desembre de 1986.

## Biografia
Nascut en el si d'una família d'editors, va fer els estudis secundaris a Eton College, però els hagué de deixar per malaltia. Més tard va fer el primer cicle d'humanitats al Balliol College de la Universitat d'Oxford, i l'esclat de la I Guerra Mundial l'impedí de continuar estudiant. En el curs d'aquesta guerra va ser ferit tres cops.
El 1924 va ingressar al Partit Conservador i fou elegit membre del Parlament per Stockton. El 1929 abandonà l'escó i el partit per discrepàncies amb la línia oficial de Baldwin i Chamberlain, massa dretana. Dos anys després, tanmateix, hi reingressà, i tornà a ser elegit diputat per la seva circumscripció. Fou reelegit una vegada i una altra (a partir del 1945 per la circumscripció de Bromley) fins al 1964, quan es retirà de la política.
En el govern de coalició de Churchill de 1939 fou nomenat vice-ministre delegat al Quarter General de l'Exèrcit del Nord d'Àfrica. Va intervenir directament en el conflicte pel lideratge del general De Gaulle i en la crisi de Grècia. Del 1943 al 1944 exercí l'Alt Comissariat Britànic en el govern aliat d'Itàlia.
Fou successivament Secretari d'Estat de l'Aire (1945), Ministre de l'habitatge (1951-1954), Ministre de defensa (1954-1955), Ministre d'afers estrangers -Foreign Office- (1955) i Ministre d'economia -Chancellor of Exchequer- (1955-1957), en els governs conservadors de Churchill i Eden.

### Primer ministre
El 1957 fou nomenat Primer Ministre després de la dimissió d'Anthony Eden, càrrec des del qual reprengué el procés de descolonització i hagué de fer front a la crisi del canal de Suez i a l'expulsió de Sud-àfrica de la Commonwealth a causa de l'apartheid.

### Dimissió
Dimití del càrrec el 1963 i fou substituït per Sir Alec Douglas-Home en mig de l'escàndol sexual de John Profumo que implicava un ministre de Defensa, i el Partit Conservador, al poder des de 1951 en un país en declivi econòmic que no havia aconseguit incorporar-se a la Comunitat Econòmica Europea semblava dirigir-se a una forta derrota electoral,
El 24 de febrer de 1984 la reina Elisabet II el creà comte de Stockton i vescomte Macmillan d'Ovenden, els darrers títols hereditaris de nova creació que han estat atorgats al seu país.